# Matthew Settle
Jeffrey Matthew Settle (Hickory, 17 settembre 1969) è un attore statunitense.

## Biografia
Settle è nato ad Hickory, nella Carolina del Nord, da Joan Settle e suo marito, Dr. Robert Settle, che è un reverendo battista. Minore di sei figli, due sorelle e tre fratelli, Matthew si trasferì all'età di 18 anni a New York per intraprendere la carriera di attore. Studiò in una scuola di recitazione di New York, in cui ricevette l'apprezzamento da parte di grandi attori e registi come Martin Scorsese, Robert De Niro, Harvey Keitel e Christopher Walken. La sua carriera è fatta da piccoli ruoli in telefilm, soap opere e film, fino a Gossip Girl, in cui gli venne affidato il ruolo di Rufus Humphrey, padre di Dan Humphrey e Jenny Humphrey.

## Vita privata
Ha sposato nel 2006 l'attrice/modella Naama Nativ, dalla quale ha avuto una figlia, Aven Angelica, nel 2009.

## Filmografia

### Cinema
- Incubo finale (I Still Know What You Did Last Summer), regia di Danny Cannon (1998)
- Attraction, regia di Russell DeGrazier (2000)
- U-571, regia di Jonathan Mostow (2000)
- I sublimi segreti delle Ya-Ya sisters (Divine Secrets of the Ya-Ya Sisterhood), regia di Callie Khouri (2002)
- La profezia di Celestino (The Celestine Prophecy), regia di Armand Mastroianni (2006)
- Beneath, regia di Dagen Merrill (2007)
- The Express, regia di Gary Fleder (2008)
- Come ti ammazzo l'ex (ExTerminators), regia di John Inwood (2009)
- Una spia al liceo (So Undercover), regia di Tom Vaughan (2012)
- Ouija, regia di Stiles White (2014)
- Marshall: un cane per amico, regia di J. Kanzler (2014)
- Valentine - The Dark Avenger, regia di Agus Hermansyah Mawardy (2017)

### Televisione
- Visioni di un delitto (A Deadly Vision), regia di Bill Norton (1997)
- Lansky - Un cervello al servizio della mafia (Lansky), regia di John McNaughton – film TV (1999)
- Band of Brothers - Fratelli al fronte (Band of Brothers) – serie TV, 6 episodi (2001)
- E.R. - Medici in prima linea (ER) - serie TV, 4 episodi (2002)
- Law & Order - Unità vittime speciali (Law & Order: Special Victims Unit) – serie TV, 1 episodio (2005)
- Brothers & Sisters - Segreti di famiglia (Brothers & Sisters) – serie TV, 5 episodi (2006)
- The Wedding Bells – serie TV (2007)
- Gossip Girl  – serie TV (2007-2012)

## Doppiatori italiani
Nelle versioni in italiano delle opere in cui ha recitato, Matthew Settle è stato doppiato da:
- Maurizio Fiorentini in Visioni di un delitto
- Vittorio De Angelis in Incubo finale
- Giuseppe Calvetti in Lansky - Un cervello al servizio della mafia
- Alberto Caneva in Band of Brothers - Fratelli al fronte
- Lorenzo Scattorin in La profezia di Celestino
- Maurizio Reti in The Express
- Davide Albano in Come ti ammazzo l'ex
- Francesco Bulckaen in Una spia al liceo, Gossip Girl
- Mauro Gravina in Ouija